# 克拉雷
克拉雷（法語：Claret，法語發音：[klaʁɛ]）是法国埃罗省的一个市镇，属于蒙彼利埃区。

## 地理
克拉雷（43°51'43"N, 3°54'17"E）面积28.27 平方千米，位于法国奧克西塔尼大區埃罗省，该省份为法国南部沿海省份，南濒地中海，西南接奥德省，西北接塔恩省和阿韦龙省，东北与加尔省接壤。
与克拉雷接壤的市镇（或旧市镇、城区）包括：科尔科讷、蓬皮尼昂、费里耶尔莱韦尔里、洛雷特、鲁埃、索泰拉尔格、瓦尔弗洛内斯。

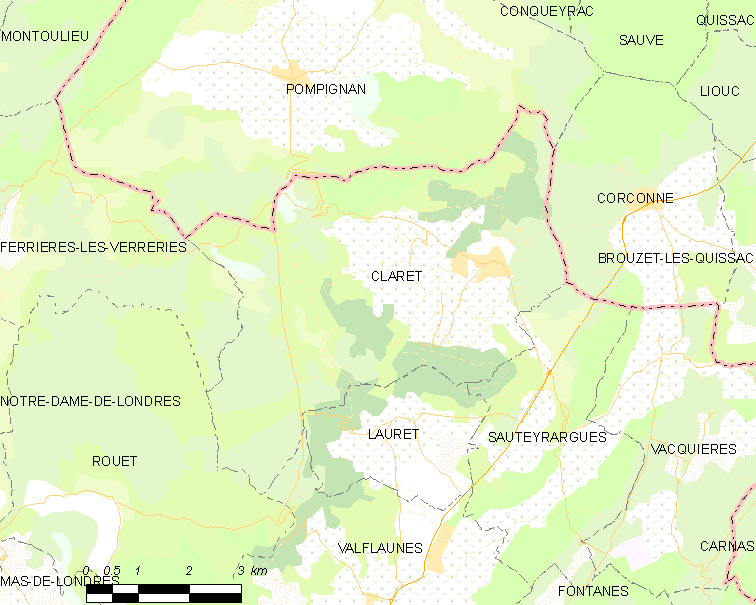
克拉雷的OSM定位图

克拉雷的时区为UTC+01:00、UTC+02:00（夏令时）。

## 行政
克拉雷的邮政编码为34270，INSEE市镇编码为34078。

## 政治
克拉雷所属的省级选区为洛代沃县。

## 人口

1962-2008年间克拉雷人口变化图示

克拉雷于2022年1月1日时的人口数量为1697人。